# Adolfo Miguel Castaño Fonseca
Adolfo Miguel Castaño Fonseca (ur. 27 września 1962 w San Mateo Mozoquilpan) – meksykański duchowny rzymskokatolicki, od 2019 biskup Azcapotzalco.

## Życiorys
Święcenia kapłańskie przyjął 19 marca 1987 i został inkardynowany do diecezji Toluca. Pracował głównie w diecezjalnym seminarium (m.in. jako bibliotekarz i wykładowca) oraz na Papieskim Uniwersytecie Meksyku.
22 czerwca 2010 został mianowany biskupem pomocniczym Meksyku ze stolicą tytularną Vadesi. Sakry biskupiej udzielił mu 30 lipca 2010 kard. Norberto Rivera Carrera.
28 września 2019 otrzymał nominację na ordynariusza nowo powstałej diecezji Azcapotzalco.